# Štěpánka (rozhledna)
Štěpánka (německy Stephanshöhe) je rozhledna na vrchu Hvězda v západních Krkonoších, na Příchovickém hřebeni. Nachází se v katastrálním území Příchovice u Kořenova, obec Kořenov, okres Jablonec nad Nisou.

## Popis rozhledny
Rozhledna je postavena v novogotickém architektonickém stylu konce 19. století. Je tvořena kamenným a cihlovým zdivem, vyhlídková nástavba je celodřevěná. Všechna patra mají půdorysný tvar pravidelného osmiúhelníku.
První vyhlídková plošina (na obvodu kamenné základny) je ve výšce cca 4 m nad terénem, hlavní vyhlídková plošina pod střechou je ve výšce cca 20 m, celková výška rozhledny po špici střechy je zhruba 24 m.
Z rozhledny je pěkný výhled zejména severním a západním směrem na Jizerské hory, východním směrem na Krkonoše, jižním směrem do podhůří jsou pak vidět Zvičina, Mužský, Bezděz, Ralsko a Lužické hory.

## Historie rozhledny
Stavba rozhledny byla zahájena knížetem Kamilem Rohanem už roku 1847 a Štěpánka se tak (spolu s rozhlednou Žalý) řadí k nejstarším rozhlednám v oblasti Krkonoš a Jizerských hor. V červnu 1847 totiž zdejší kraj navštívil zemský místodržitel arcivévoda Štěpán, který v rámci kontroly probíhající výstavby císařské „krkonošské“ silnice z Liberce do Trutnova (dnes silnice I/14) vystoupil právě na vrch Hvězda a na jeho počest pak kníže Rohan zadal stavbu rozhledny na vrcholu, který byl pojmenován „Stephanshöhe“ = „Štěpánova výšina“. Ale už o rok později byl arcivévoda povolán jako místodržitel do Uher a kníže Rohan ztratil zájem o další mecenášství. Za první rok tak byla vystavěna pouze kamenná základnová část do výše cca 4 metrů, nejspíše dle návrhu knížecího architekta Josefa Pruvota, neboť základna rozhledny se velmi podobá novější Alainově věži na vrchu Tábor nad nedalekou Lomnicí nad Popelkou. 
Roku 1888 tuto nedokončenou vyhlídku od knížete převzal kořenovský Jizerskohorský spolek, který ji podle návrhu libereckého profesora Brausewettera dokončil po čtyřech letech prací. V srpnu 1892 byla rozhledna otevřena pro veřejnost.[zdroj?]

## Kamenný kříž
V roce 1944 bylo pod rozhlednou vybudováno pietní místo s mohutným kamenným křížem se svastikou, znakem nacistické diktatury, které mělo upomínat na padlé vojáky wehrmachtu a SS. Kříž, který měl tvar železného kříže, tedy tlapatého kříže s obrubou, používaného jako vyznamenání od roku 1813 v pruské a později i německé armádě. Na kamenech v jeho blízkosti byla uvedena jména obcí a kladly se k nim přilby a květiny. Slavnostního odhalení kříže se 22. října 1944 zúčastnil župní vedoucí říšské župy Sudety Konrad Henlein. V projevu k shromážděným, o kterém informoval jablonecký deník Gablonzer Tagblatt, připomněl úspěšný boj Sudetoněmecké strany proti Čechům a vyzval k dalšímu fanatickému boji až do konečného vítězství. Ze strany nacistů šlo o snahu mobilizovat zbytky nacistických sil v Sudetech v době, kdy se schylovalo k prohře Německa ve druhé světové válce.
Dne 8. května 1945 tři Češi z kříže zčásti odstříleli svastiku a téhož roku v červnu ho skupina evangelíků z Turnova svrhla do rokle pod rozhlednou. V ní rozbitý kříž zůstal ležet více než šest desítek let. K obnově kříže došlo v roce 2011, kdy jej znovu instalovali pozdější členové Spolku Jizeran. Dne 25. března 2023 někdo kříž strhl z podstavce, čímž se znovu rozbil na několik kusů. O zbytky kříže má zájem Severočeské muzeum v Liberci, které připravuje expozici o Říšské župě Sudety.

## Zajímavosti
Podle pověsti kníže Rohan zastavil stavbu poté, co mu cikánka předpověděla, že dokončení rozhledny mu přinese smrt. Měsíc po jejím dokončení skutečně zemřel – ovšem v úctyhodném věku 91 let.
Fotogeničnost rozhledny vedla popularizátora rozhleden Jana Nouzu k tomu, že její fotografii použil na přebal své knihy Rozhledny Čech, Moravy a Slezska z roku 1999.

## Galerie

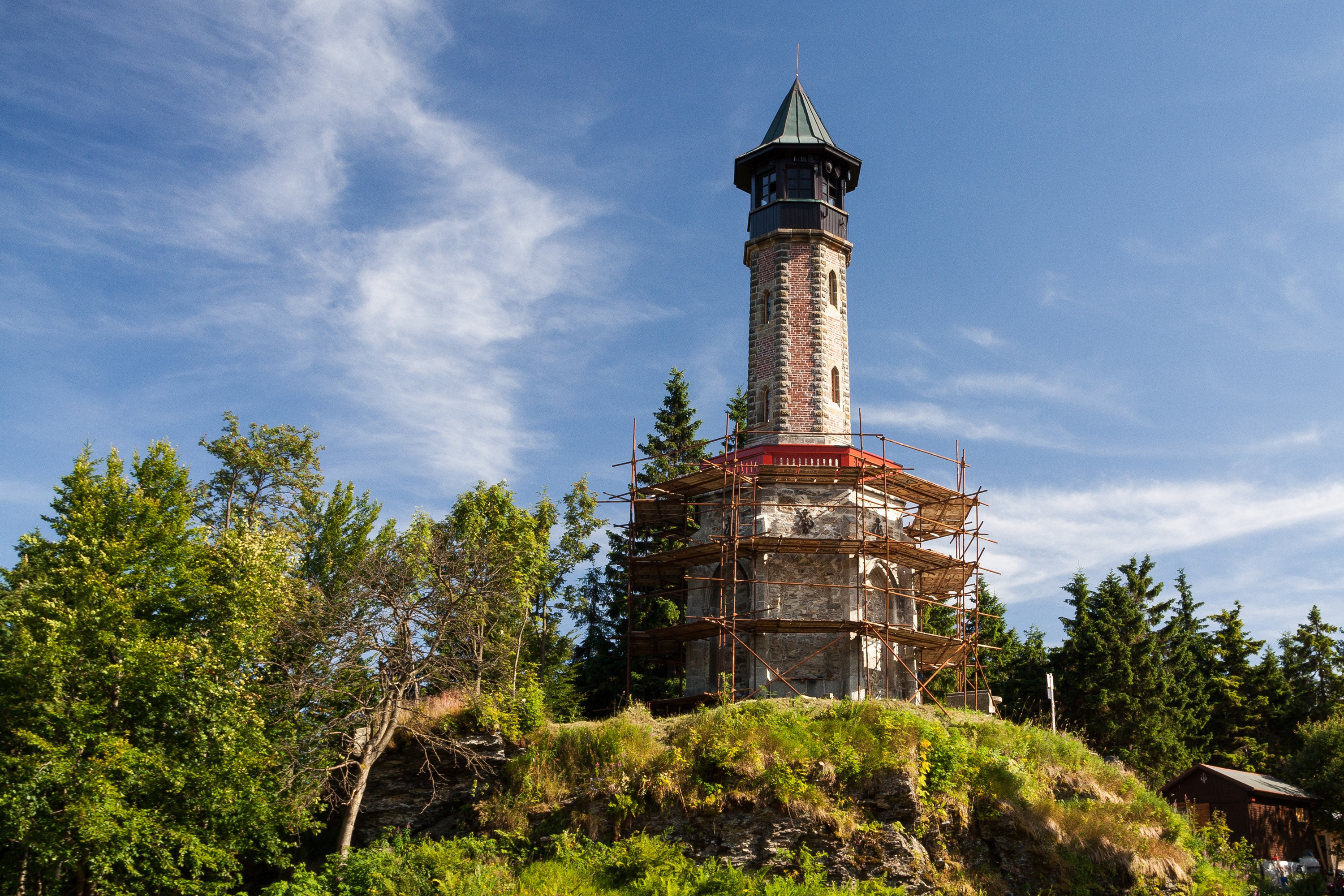
Oprava rozhledny v roce 2013
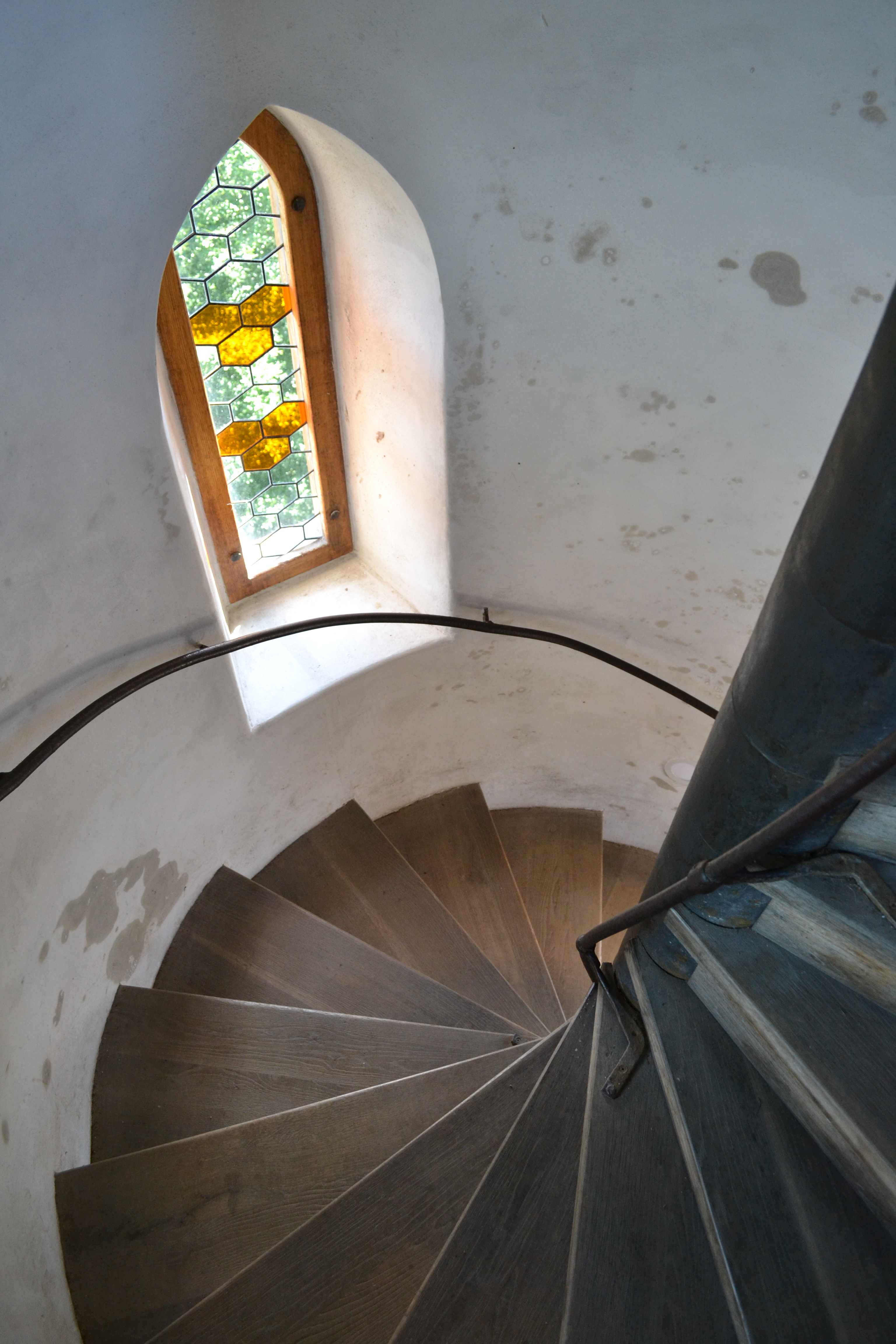
Točité schodiště uvnitř rozhledny
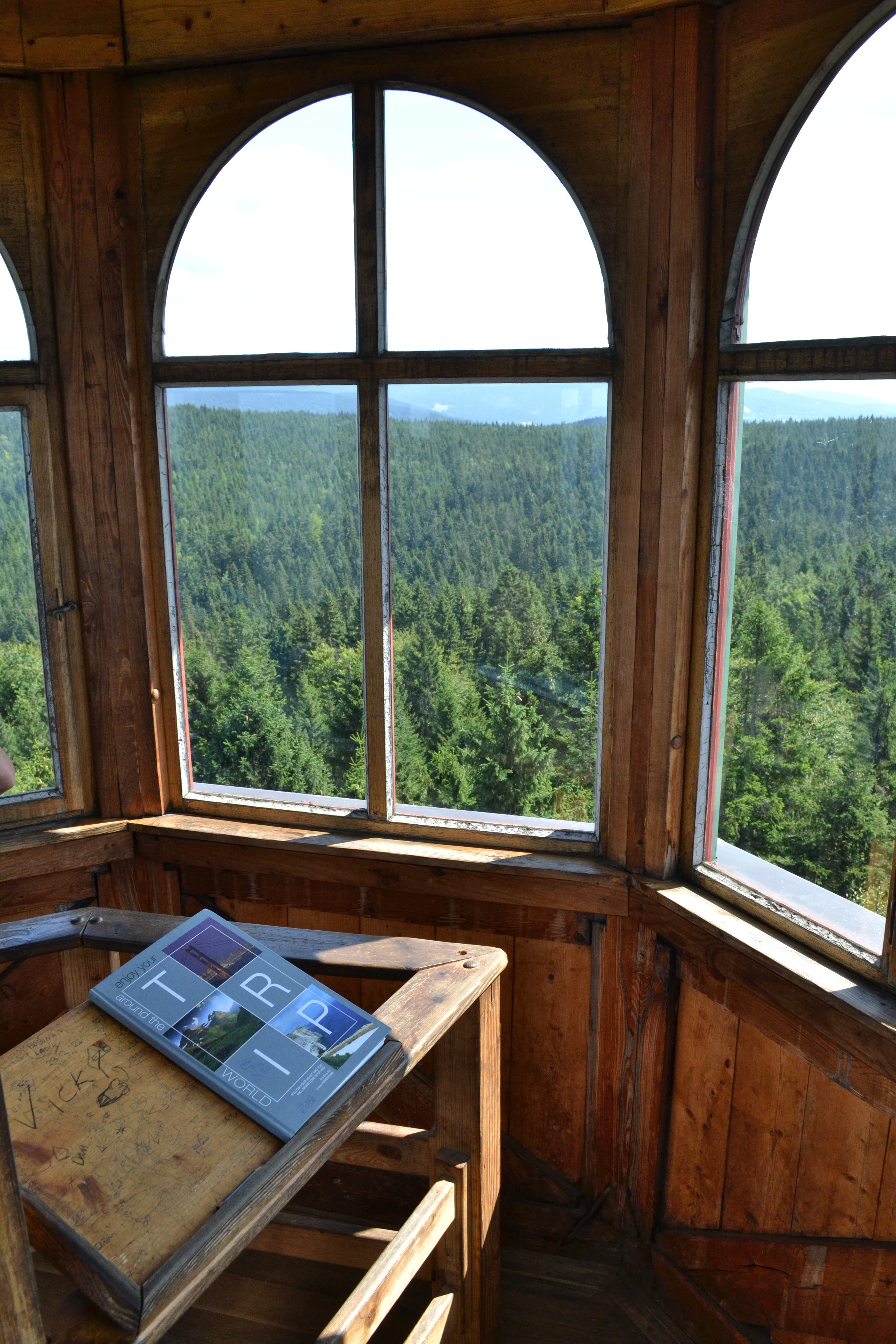
Horní vyhlídka
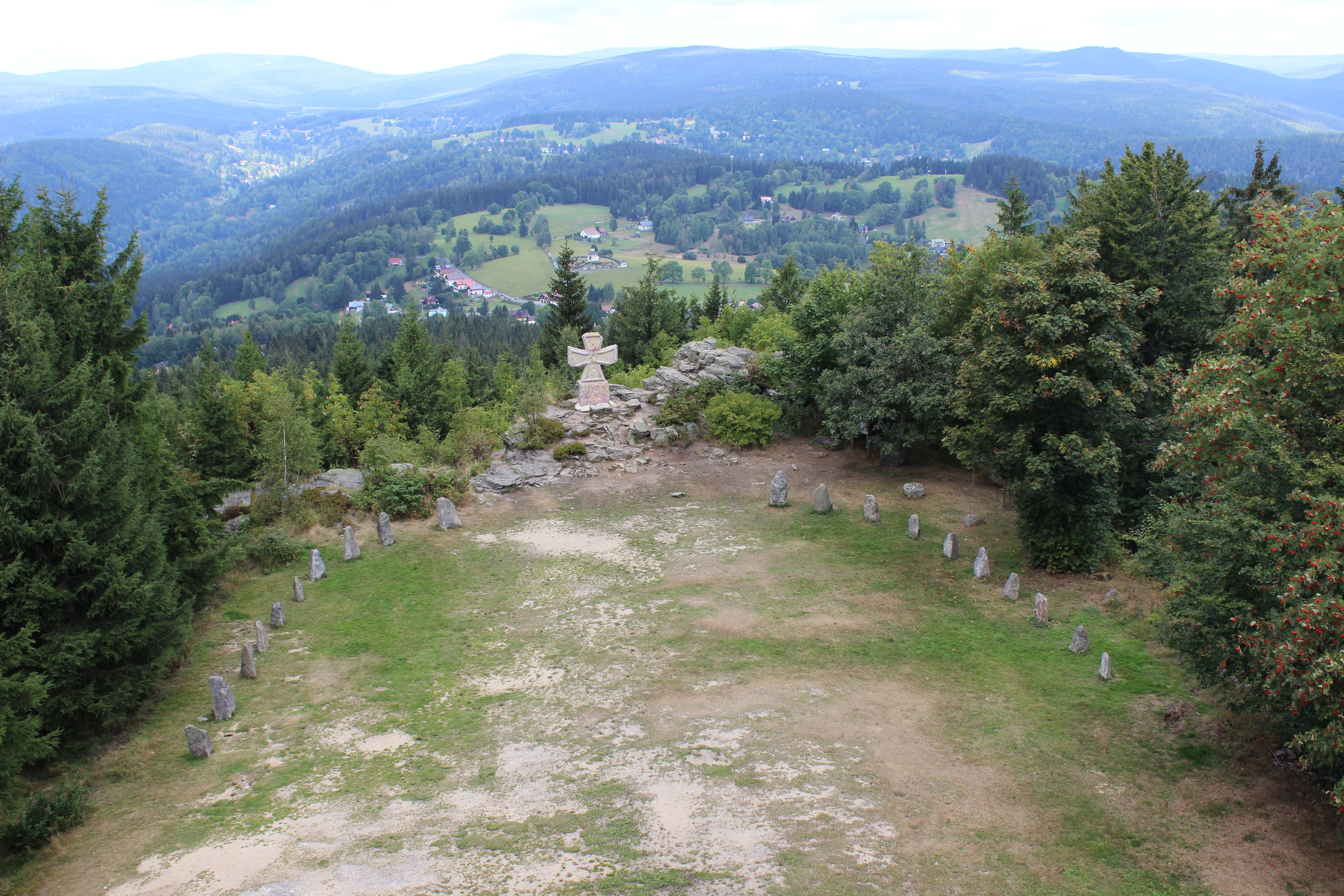
Někdejší pietní místo s kamenným křížem pod rozhlednou
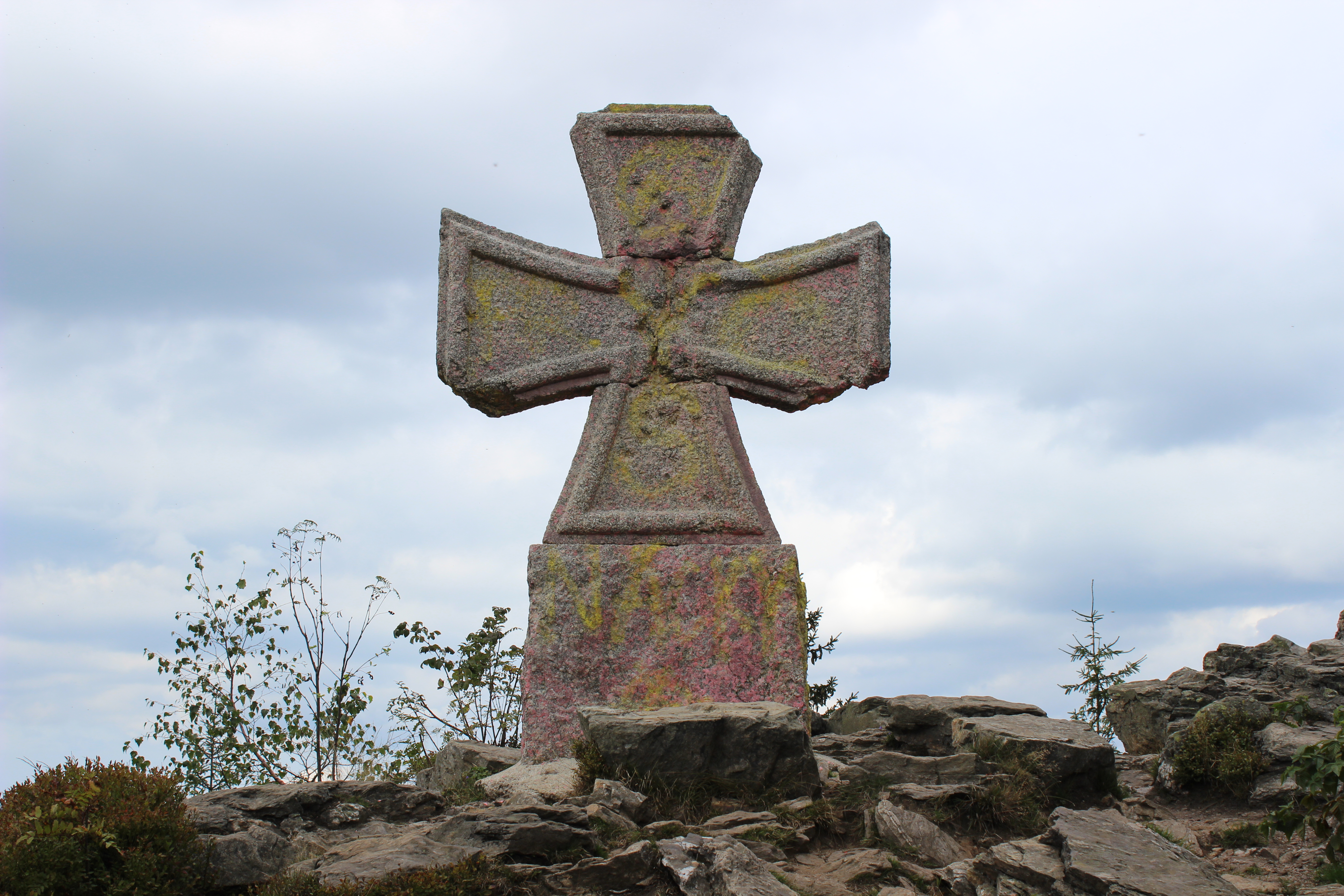
Čelní pohled na kamenný kříž
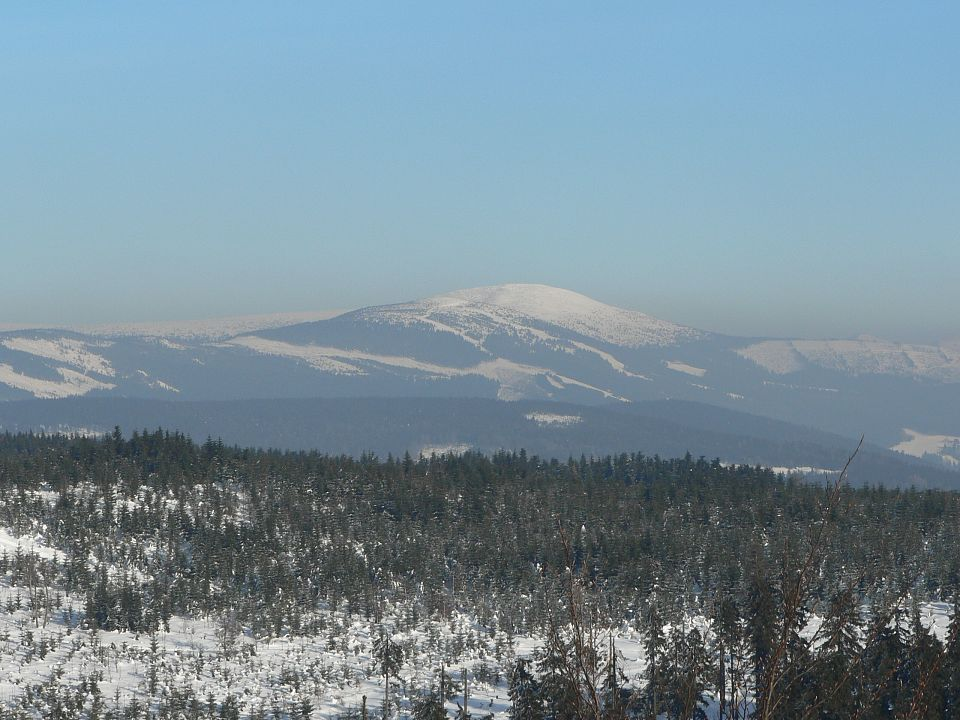
Výhled na sever – Jizerské hory, Krkonoše
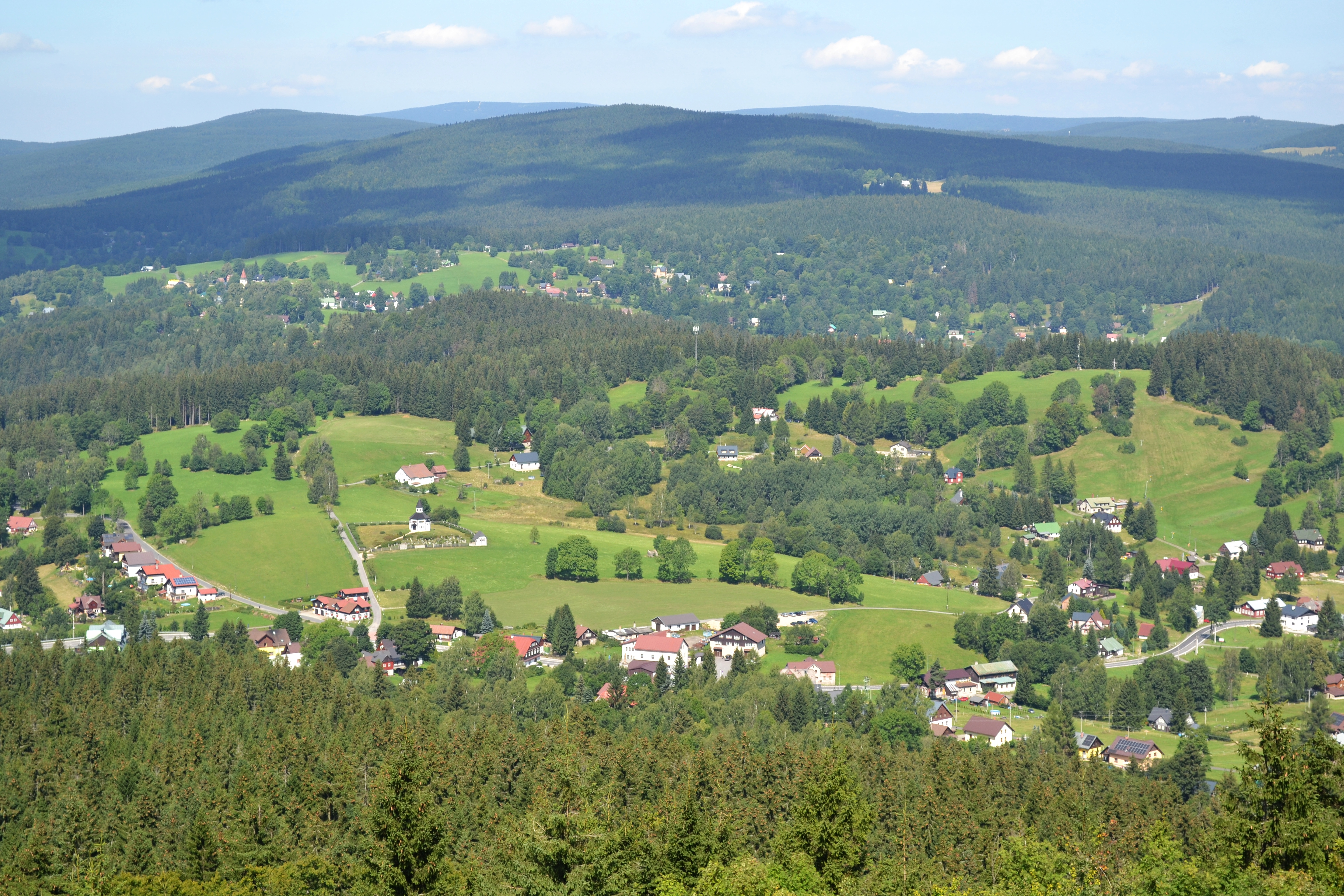
Pohled na Kořenov
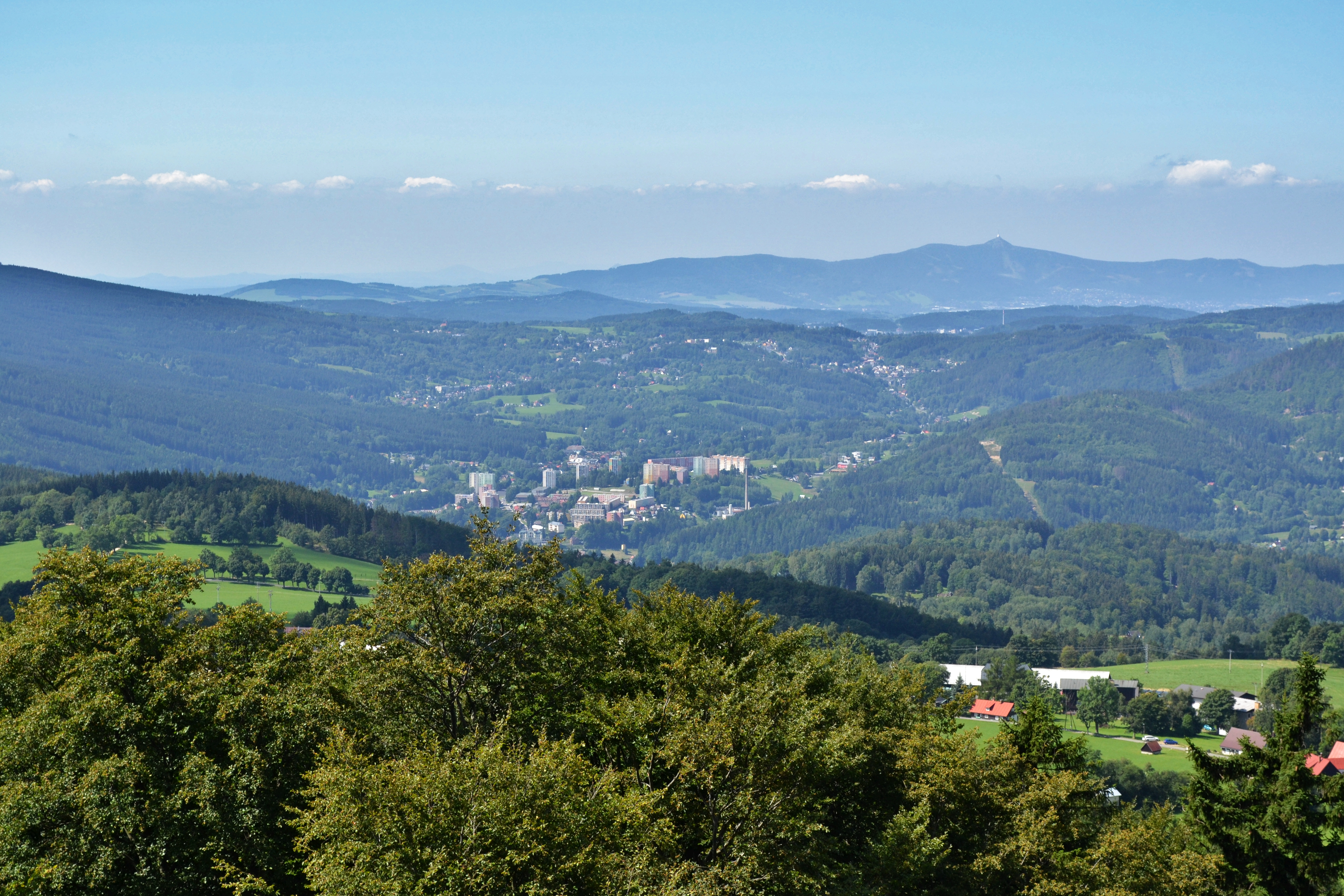
Pohled k Tanvaldu a Ještědu